# Taktierendes Versprinzip
Als Taktierendes Versprinzip oder kurz Taktmetrik (von lateinisch tactus „Berührung“) wird in der Verslehre ein Versprinzip bezeichnet, bei dem der Takt die grundlegende Einheit des Verses bildet. Es kann als eine spezifische Form des akzentuierenden Versprinzips gesehen werden, bei dem die Hebungen bestimmendes Merkmal des Verses sind.
Ein Takt erstreckt sich dabei von einer Hebung (Iktus) bis zur nächsten und gliedert sich in den aus der Hebung (betonte Silbe) bestehenden guten oder schweren Taktteil, dem eine oder mehrere Senkungen (unbetonte Silben) folgen, die den schlechten oder leichten Taktteil bilden. Im Unterschied zur akzentuierenden Metrik im Allgemeinen wird hier – ähnlich wie beim Takt in der Musik – den Takten eine jeweils gleiche Zeitdauer zugemessen.

## Begriffsgeschichte
Die Grundannahme der Taktmetrik, dass der zeitliche Abstand von Iktus zu Iktus gleich groß sei, wobei dem Iktus die Länge in der antiken, quantitierenden Metrik und die Hebung in der akzentuierenden Metrik entspricht, geht auf Karl Philipp Moritz zurück, der in seinem Versuch einer deutschen Prosodie Takt und Metrum gleichsetzend 1786 schrieb:

„Der Takt aber oder das Metrum war einmal durch die natürliche Länge und Kürze der zusammengestellten Silben festgesetzt, und war also die festeste Grundlage, worauf die Melodie gebildet werden konnte, da überdem dieß Metrum oder dieser Takt an sich schon mit dem Inhalt übereinstimmend gewählt wurde. […] bei den Alten war die Musik des Verses in den Vers hineingewebt, bei den Neuern schmiegt sie sich nur von außen an ihn hinan.“

Ebenso setzt Johann Heinrich Voß 1802 Takt und Versfuß gleich und spricht von dem „Versfuß oder des Verses gleichgemessenen Schritt, der auch Takt in der Sprache des Musikers heißt“.
Aber schon im 19. Jahrhundert warnte man vor der Vermengung musikalischer und des poetisch-sprachlicher Konzepte. So schrieb Wilhelm Hebenstreit 1843: „In der Poesie jedoch, wo schon Regelmäßigkeit und Symmetrie die ordnende Regel ausmacht, findet wohl ein Zeitmaß, aber kein Takt Anwendung.“
Dennoch haben zu Ende des 19. und zu Beginn des 20. Jahrhunderts
Rudolf Westphal,
Franz Saran
und dann vor allem ganz maßgeblich
Andreas Heusler mit seiner dreibändigen deutschen Versgeschichte eine sehr stark sich an musikalische Begrifflichkeiten anlehnende Taktmetrik entwickelt.

## Heuslersche Taktmetrik und Notation

### Notation
Heusler hat zur Darstellung von Versformen eine eigene, sich stark an die musikalische Notenschrift angelehnte metrische Notation entwickelt. Dabei werden einzelne Takte wie in der Musik durch Taktstriche ( | ) voneinander getrennt. Der Vers wird stets durch einen doppelten Taktstrich ( ‖ ) abgeschlossen. Der Auftakt wird gelegentlich statt mit × |  auch mit . |  (einsilbig) bzw. .. |  (zweisilbig) notiert.
Für die Dauer der einzelnen Silben hat Heusler eine differenzierte Symbolik verwendet, wobei die Einheit der Dauer die Mora ist, die musikalisch einer Viertelnote entspricht. Im Einzelnen gibt es die folgenden Symbole:
| Zeichen | Notenwert | Moren |
| ------- | --------- | ----- |
| └─┴─┘   | 1 ¼       | 5     |
| └─┘     | 1         | 4     |
| └─╴     | 3/4       | 3     |
| ─       | 1/2       | 2     |
| x.      | 3/8       | 3/2   |
| x       | 1/4       | 1     |
| ◡       | 1/8       | 1/2   |
| ◠       | 1/16      | 1/4   |

Häufiger verwendet werden allerdings nur die Symbole für zwei Moren (──), eine More (×) und halbe More (◡). Für Silben unbestimmter Länge wird als Zeichen ○ verwendet.
Weiter wird zur Bezeichnung von nicht aufgefüllten Takten (insbesondere am Versende) ^ als Zeichen für eine Pause von einer More Dauer verwendet.
Bei den betonenten Silben wird unterschieden zwischen Haupthebung, markiert durch Akut-Akzent (z. B. × ́) und Nebenhebung, markiert durch Gravis-Akzent (z. B. × ̀).

### Versbestandteile
Als Beispiel sollen die bekannten Anfangszeilen des Armen Heinrich von Hartmann von Aue dienen:
Ein ritter so gelêret was

×  |  × ́ ×  |  × ́ ×  |  × ́ ×  |  × ́ ^ ‖ 

daz er an den buochen las

 |  × ́ ×  |  × ́ ×  |  × ́ ×  |  × ́ ^ ‖ 

Der erste Vers beginnt mit einer unbetonten Silbe. Dieser Teil wird Auftakt genannt und umfasst alle Silben bis zur ersten Haupthebung. Der Teil von der letzten Haupthebung bis zum Versende wird als Versschluss oder Kadenz bezeichnet, wobei verschiedene Formen der Kadenz unterschieden werden (siehe unten). Der Teil des Verses zwischen Auftakt und Versschluss bildet das Versinnere. Auftakt, Versinneres und Kadenz sind bei Heusler die drei Versgegenden.

### Taktreihen und Taktgeschlechter
Heusler unterscheidet entsprechend dem Tempo eines Verses vier Taktgeschlechter:
- zweiteiliger oder Zweivierteltakt, z. B.  |  x́ x  |  oder  |  x́ ◡ ◡  |
- dreiteiliger oder Dreivierteltakt, z. B.  |  x́ x x |  oder  |  ──́ x  |  oder  |  x́ x ◡̀ ◡  |
- vierteiliger oder Viervierteltakt, z. B.  |  x́ x x̀ x  |
- schweren dreiteiligen oder Dreihalbetakt, z. B.  |  ──́ ── ──  |  oder  |  ──́ x ──̀ x |

Da Heusler von einer grundsätzlichen Viertaktigkeit des deutschen Verses ausgeht, entsprechen diesen Taktgeschlechtern jeweils die Idealtypen bestimmter Versformen (Taktreihen in der Heuslerschen Terminologie). So entspricht dem Viervierteltakt das Grundmuster der althochdeutschen Langzeile, wie man sie beispielsweise im Hildebrandslied findet:
 |  x́ x x̀ x  |  x́ x x̀ x  ‖  x́ x x̀ x  |  x́ x x̀ x  ‖ 
Die Zäsur trennt hier die beiden Halbverse (An- und Abvers) der Langzeile.
Dem Zweivierteltakt wiederum entspricht der mittelhochdeutsche Reimpaarvers, wie er in den epischen Gedichten Hartmann von Aues und Gottfried von Straßburgs sich vielfach findet:
 |  x́ x  |  x́ x  |  x́ x  |  x́ x  ‖ 

### Anpassungen
Es ist allerdings keineswegs so, dass die Verse der mittelalterlichen Dichter sich dem Schema stets ohne weiteres fügen, wie in dem oben angeführten Beispiel.
Man sieht das etwa hier:
diu in an lobe zierte,

daz er vünfstunt tjostierte
Betrachtet man den zweiten Vers, so ergibt sich aus dem Reim eine Haupthebung auf der vorletzten Silbe, bei regelmäßigem Wechsel von betont und unbetont wäre Metrisierung dann:
x  |  x́ x  |  x́ x  |  x́ x  ‖ 

Diese hat allerdings nur drei Takte, weshalb man die letzte Silbe zur Nebenhebung ernennt und die vorletzte zur sogenannten beschwerten Hebung macht, also eine doppelt lang dauernde betonte Silbe. So kann sie in den vorletzten Takt geschoben werden und der letzte Takt wird mit einer Pause aufgefüllt:
x  |  x́ x  |  x́ x  |  ──́  |  x̀ ^  ‖ 
Tritt der umgekehrte Fall ein, dass nicht zu wenige, sondern zu viele Silben vorhanden sind, kann zunächst ein unbetontes e am Wortende elidiert werden, was durch einen unter das e gesetzten Punkt markiert wird, in folgendem Beispiel bei „enwürdẹ“:
sô en|würdẹ er | strîtes | niht ver|miten  ‖ 
◡ ◡  |  x́ x  |  x́ x  |  x́ x  |  ◡́ ◡  ‖ 
Umgekehrt kann auch ein schwacher Vokal im Anlaut getilgt werden, was als Aphärese bezeichnet wird (Beispiel: „nû ẹnist“; „dô ịch“).

Ist Elision nicht möglich, so kann eine Hebung anders als im neuhochdeutschen Vers auch als zweisilbig aufgefasst werden, vorausgesetzt, dass die erste der beiden Silben kurz und offen ist. Man nennt dies Hebungsspaltung. Beispiel:
daz | mir der | sige be|lî|be  ‖ 
x  |  x́ x  |  ◡́ ◡ x  |  ──́  |  x̀  ‖ 
Hier wird im zweiten Takt „sige“ als zweisilbige Hebung aufgefasst.

Umgekehrt ist auch Senkungsspaltung möglich. Beispiel:
wir | nâmen in | sînem | lan|de  ‖ 
x  |  x́ ◡ ◡  |  x́ x  |  ──́  |  x̀  ‖ 
Hier ist im ersten Takt „nâ-“ die Hebung und „-men in“ die zweisilbig gespaltene Senkung.
Trotz der genannten Anpassungen ergibt sich durch Anwendung des Schemas gelegentlich die Situation, dass der gewissermaßen überzählige Silben aufnehmende Auftakt dadurch mehrsilbig wird. Beispiel:
Dô si ze Ka | radi|gân | wâren | komen  ‖ 
 ◡ ◡ ◡ ◡  |  ×́ ×  |  ──́  |  ×́ ×  |  ◡́ ◡  ‖ 
Oder es tritt der Fall auf, dass der Auftakt sinnschwere Worte enthält, die eigentlich nach Betonung verlangen:
Êrec | sage|te dem | al|ten  ‖ 
 ◡ ◡  |  ×́ ×  |  ×̀ ×  |  ──́  |  ×̀  ‖ 

### Kadenz
Die Kadenz spielt im Heuslerschen System eine wesentliche Rolle, da sie bei sich reimenden Versen übereinstimmen muss. Aus dieser Übereinstimmung ergibt sich dann die Metrisierung des Versschlusses und von da aus bestimmt die Kadenz maßgeblich die Metrisierung des Verses insgesamt.
In der Heuslerschen Taktmetrik wird nun zunächst untersucht, ob der letzte Takt realisiert ist oder nicht und ob er die Hauptbetonung trägt. Es werden dabei unterschieden:
- volle Kadenz: Kadenz füllt den letzten Takt mit Haupttonsilbe
- klingende Kadenz: Kadenz füllt den letzten Takt höchstens mit Nebentonsilbe, Haupttonsilbe im vorletzten Takt
- stumpfe Kadenz: letzter Takt ist sprachlich nicht realisiert (pausiert), Haupttonsilbe im vorletzten Takt

Weiter wird nach Silbenzahl und nach der Form der Betonung (männlich = Hauptbetonung auf kurzer Silbe; weiblich = Hauptbetonung auf langer Silbe) differenziert, so dass sich 8 verschiedene Grundtypen der Kadenz ergeben:
| Grundtyp | Silbenzahl | Betonung   | Schema              | Beispiel |
| -------- | ---------- | ---------- | ------------------- | --- |
| voll     | einsilbig  | einsilbig  | … \| × ́ ^ ‖         | Ein ritter so gelêret was × \| ×́ × \| ×́ × \| ×́ × \| ×́ ^ ‖ daz er an den buochen las \| ×́ × \| ×́ × \| ×́ × \| ×́ ^ ‖               |
| voll     | zweisilbig | männlich   | … \| ◡ ́ ◡ ^ ‖       | Und erlɶse sich dâ mite \| ×́ × \| ×́ × \| ×́ × \| ◡́ ◡ ^ ‖ Swer vür des andern schulde bite × \| ×́ × \| ×́ × \| ×́ × \| ◡́ ◡ ^ ‖      |
| voll     | zweisilbig | weiblich   | … \| × ́ × ‖         | Ich lobe got der sîner güete, × \| ×́ × \| ×́ × \| ×́ × \| ×́ × ‖ daz er mir ie verlêch die sinne. × \| ×́ × \| ×́ × \| ×́ × \| ×́ × ‖  |
| klingend | zweisilbig | zweisilbig | … \| ─ ́ \| × ̀ ^ ‖   | Dienstman was er zẹ Ouwe \| ×́ × \| ×́ × \| ─́ \| ×̀ ^ ‖ er nam im manige schouwe × \| ×́ × \| ◡́ ◡ × \| ─́ × \| ×̀ ^ ‖                 |
| klingend | dreisilbig | dreisilbig | … \| × ́ × \| × ̀ ^ ‖ | diu schɶne jugent diu lachende. × \| ×́ × \| ◡́ ◡ × \| ×́ × \| ×̀ ^ ‖ Sus ritens ir mære machende × \| ◡́ ◡ × \| ×́ × \| ×́ × \| ×̀ ^ ‖ |
| stumpf   | einsilbig  | einsilbig  | … \| ×́ ^ \| ^ ^ ‖   | der küneginne kunt × \| ×́ × \| ×́ × \| ×́ ^ \| ^ ^ ‖                                                                              |
| stumpf   | zweisilbig | männlich   | … \| ◡́ ◡ ^ \| ^ ^ ‖ | mit zornigen siten × \| ─́ \| ×̀ × \| ◡́ ◡ ^ \| ^ ^ ‖                                                                              |
| stumpf   | zweisilbig | weiblich   | … \| ×́ × \| ^ ^ ‖   | |

## Rezeption und Kritik
Heuslers Ansatz wurde bis in die 1970er Jahre vielfach verfolgt und ist im Bereich der deutschen Mediävistik weiterhin präsent.
Inzwischen wird er allerdings als eine den metrischen Phänomenen unangemessene Schematisierung und Vereinheitlichung weitgehend abgelehnt. Die Kritik an Heusler macht sich hauptsächlich an drei Punkten fest:
- Taktbegriff: Die Anwendung des Taktbegriffs auf sämtliche Epochen der deutschen Dichtung von der altdeutschen Stabreimdichtung bis in die Moderne ist historisch nicht begründet. Hier werden aus der Musik Konzepte übertragen, die sich in der Musik selbst erst seit dem 16. Jahrhundert etablierten. Eine Mensuralnotation mit Festlegung von Zeitwerten für einzelne Noten erscheint erst im 13. Jahrhundert.

- Schematisierung: Das von Heusler zugrundegelegte Viertaktschema ist zwar durch die Möglichkeit, Pausen einzubeziehen und je nach Bedarf den Silben unterschiedliche Zeitwerte zuzuordnen, durchaus flexibel, die Resultate erscheinen aber eben durch diese Flexibilität als „mögliche Versuche einer rhythmischen Interpretation, denen aber zumeist bis heute historisch Richtigeres nicht entgegenzustellen ist.“[26] In ähnlicher Richtung meint Christian Wagenknecht über das Heuslersche System: „… es paßt sogar auf die [Metrik] des Deutschen nur nach Maßgabe der Voraussetzung, daß Verse ‚takthaltige Rede‘ sind. Das sind sie aber allenfalls bei der Rezitation — und insofern bezeichnen die Heuslerschen Symbole treffend nur gewisse Vortragsmuster.“[27]

- Textkritik: Es wird als höchst problematisch empfunden, insbesondere bei den zum Teil durch die Überlieferung verderbten mittelhochdeutschen Texten „metrische Gesetze aus Texten zu erschließen, die noch erst metrischer Herstellung bedürfen“.[28] Genauso erscheint es als methodisch fragwürdig, metrische Regeln aufzustellen aufgrund von Texten, die bereits metrisch-textkritisch überarbeitet wurden.

Außerhalb der deutschen Germanistik spielt der Heuslersche Ansatz keine Rolle.